# 莫科斯 (华盛顿州)
莫科斯（英文：Moxee），是美国华盛顿州雅基马县下属的一座城市。根据 2000年美国人口普查，该市有人口821人。根据2010年美国人口普查，该市有人口3,308人。而2011年估计该市有3,361人。